# Сузгунская культура
Сузгунская культура — археологическая культура позднего бронзового века на территории Западной Сибири.

## Описание
Культура была распространена в Тоболо-Иртышье. Выделена В. И. Мошинской. Относится ко 2-й половине II тыс. (у разных исследователей датировки разнятся). Название дано по урочищу Сузгун возле Тобольска.
Изученные памятники: поселения Сузгун II, Чудская Гора. Поселения располагались на берегах рек и озёр. Небольшие жилища имели каркасно-столбовую конструкцию. Погребальный обряд — трупоположения, иногда трупосожжения, в целом изучен плохо. Керамика представлена плоскодонными сосудами (горшки и банки). Сосуды полностью украшены орнаментом: горизонтальные насечки, «ёлочки», зигзаги. Среди других находок: костяные наконечники стрел и накладки для луков, глиняные грузила, обломки тиглей и литейных форм. На поселении Чудская Гора найден бронзовый идол. В хозяйстве большую роль играло скотоводство (разведение крупного и мелкого рогатого скота, лошадей, собак). Важное место занимали охота и рыболовство. Существовало бронзолитейное производство. Прослеживаются связи с фёдоровской, ирменской, бархатовской культурами.

## Памятники
- Сузгун II (бывшая Сузгунская сопка возле Тобольска)
- Чудская Гора (возле дер. Богочаново Знаменского района Омской области)